# Maj-Britt Nilsson (1924–2006)

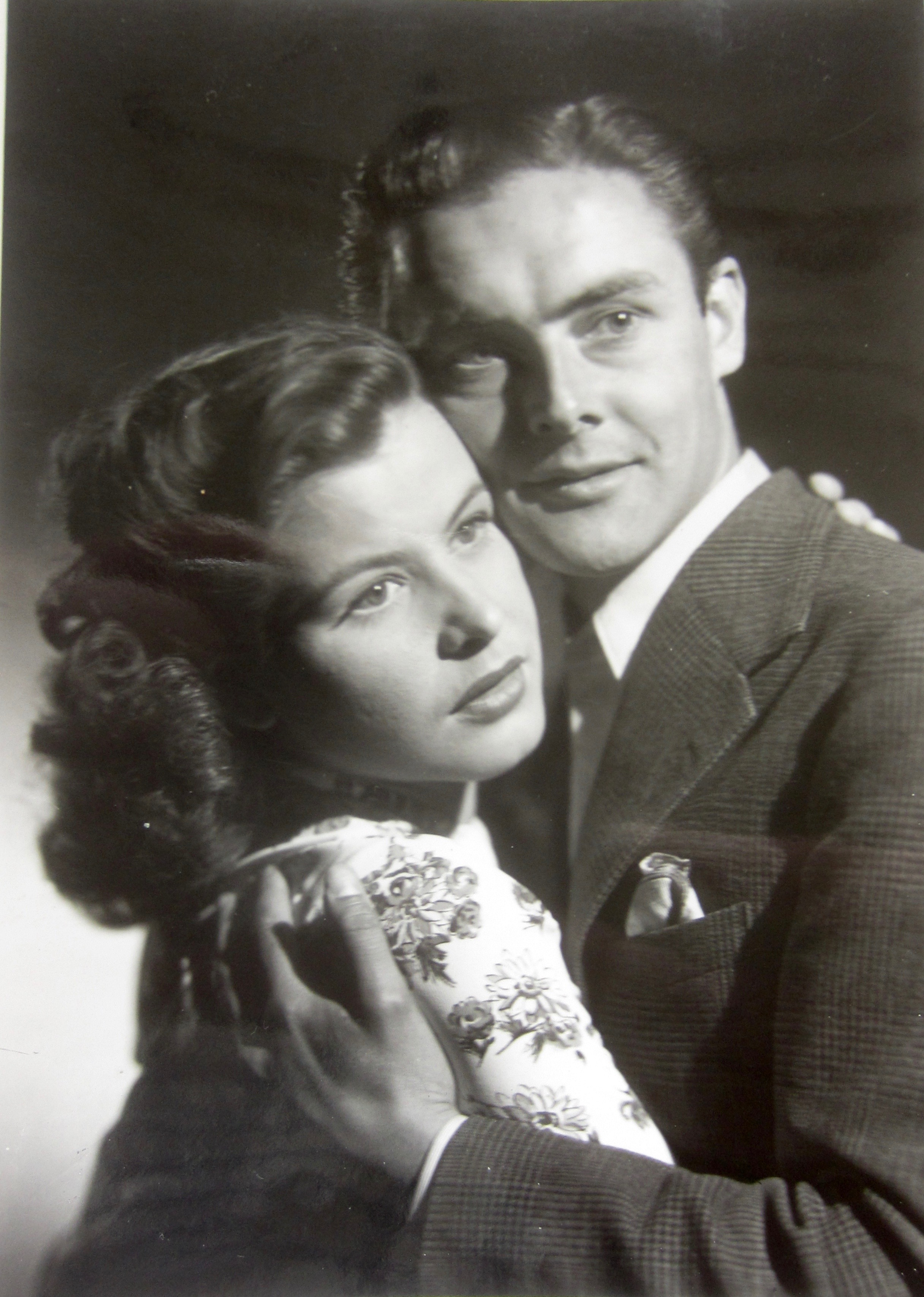
Maj-Britt Nilsson och Lars Nordrum vid inspelningen 1945 av Resan bort, foto: Louis Huch.

Maj-Britt Nilsson, född 11 december 1924 i Stockholm, död 19 december 2006 i Cannes, var en svensk skådespelare och sångare.
Nilsson växte upp på Södermalm och läste på realskola varefter hon en tid arbetade på antikvariat och kontor samtidigt som hon tog privatlektioner i skådespeleri för Manne Grünberger och Gösta Terserus. Hon kom in på Dramatens elevskola 1944, vid tredje försöket, och studerade där till 1947. Hon fick 1948 sitt genombrott i i Jungfruleken av Jean Genet på Dramaten, där hon var engagerad perioden 1947–1951. Hon spelade även flera stora roller på Vasateatern under Per Gerhards chefstid 1952–1985. En av de långlivade pjäserna hon spelade i på Vasateatern var Kaktusblomman, som 1966–1968 framfördes runt 500 gånger. Nilsson medverkade i Sveriges första TV-program En skål för televisionen 1954. Hon medverkade också i flera av Ingmar Bergmans filmer, som Till glädje, Sommarlek och Kvinnors väntan, och i teateruppsättningar av honom.
Maj-Britt Nilsson var 1945–49 gift med Anders Börje och från 1951 med Per Gerhard. 
Hon avled efter en längre tids sjukdom i Frankrike, där hon under många år bodde med sin make.

## Filmografi
- 1945 – Resan bort
- 1946 – Det är min modell
- 1947 – Maria
- 1949 – Gatan
- 1949 – Sjösalavår
- 1949 – Flickan från tredje raden
- 1950 – Till glädje[2]
- 1951 – Sommarlek[3]
- 1952 – För min heta ungdoms skull
- 1952 – Kvinnors väntan[4]
- 1953 – Vi tre debutera
- 1955 – Sommarflickan
- 1955 – Vildfåglar
- 1956 – Hon glömde honom aldrig
- 1956 – Flickan i frack
- 1956 – Egen ingång
- 1956 – Litet bo
- 1958 – Jazzgossen
- 1959 – Und ewig singen die Wälder
- 1960 – De sista stegen

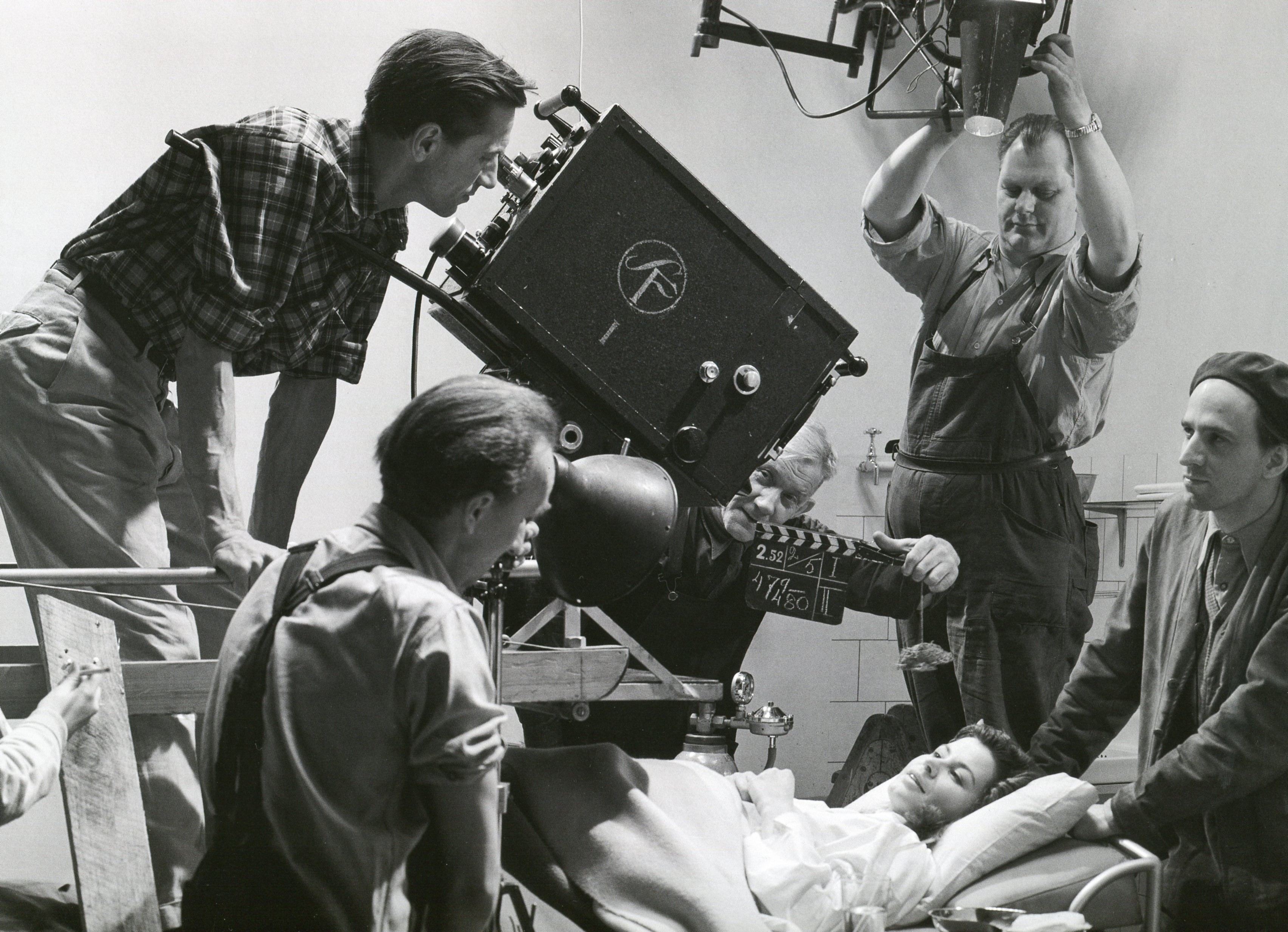
Under inspelningen av Kvinnors väntan: Maj-Britt Nilsson (i sängen), Gunnar Fischer (bakom kameran) och Ingmar Bergman (längst till höger) (1952).

- 1960 – Das Erbe von Björndal (svensk titel: Det blåser från Dödingfjäll)
- 1961 – Lita på mej, älskling!
- 1974 – En enkel melodi
- 1977 – Bluff Stop

## TV-produktioner
- 1953 – Foreign Intrigue (TV-serie)
- 1954 – En skål för televisionen
- 1963 – Skilsmässa (TV-pjäs)

## Teater

### Roller (ej komplett)
| År   | Roll                | Produktion                                                      | Regi             | Teater                |
| ---- | ------------------- | --------------------------------------------------------------- | ---------------- | --------------------- |
| 1948 | Solange             | Jungfruleken Jean Genet                                         | Mimi Pollak      | Dramaten              |
| 1948 | Merit Liebegren     | Lekpaus Lars Ahlin                                              | Rudolf Wendbladh | Dramaten              |
| 1949 | Agnes               | Apollo från Bellac Jean Giraudoux                               | Alf Sjöberg      | Dramaten              |
| 1949 | Sita                | Vrakgods Prins Wilhelm                                          | Rune Carlsten    | Dramaten              |
| 1949 |                     | Bröllopet på Seine Marcel Achard                                | Mimi Pollak      | Dramaten              |
| 1950 | Edmée               | Chéri Colette                                                   | Mimi Pollak      | Dramaten              |
| 1951 | Lena                | Det lyser i kåken Björn-Erik Höijer                             | Ingmar Bergman   | Dramaten              |
| 1951 | Lucile              | Så tuktas kärleken (La repetition ou l'amour puni) Jean Anouilh | Per-Axel Branner | Nya Teatern           |
| 1952 | Skönheten           | Överstarnas kärlek (The love of four colonels) Peter Ustinov    | Per Gerhard      | Nya Teatern           |
| 1952 | Lucie Blondel       | Den eviga kärleken Armand Salacrou                              | Per Gerhard      | Vasateatern           |
| 1952 | Nericia Coulouris   | I kväll i Samarkand Jacques Deval                               | Per Gerhard      | Vasateatern           |
| 1953 | Raina               | Hjältar George Bernard Shaw                                     | Per Gerhard      | Vasateatern           |
| 1953 | Irene Elliot        | Hustruleken Louis Verneuil                                      | Gösta Cederlund  | Vasateatern           |
| 1953 | Mrs Sedley          | Dårskapens timme Anna Bonacci                                   | Per Gerhard      | Vasateatern           |
| 1954 | Clarisse            | Kärlekens vals Georges Neveux                                   | Per Gerhard      | Vasateatern           |
| 1954 | Miss Mary Morgan    | Prins på vift Terence Rattigan                                  | Per Gerhard      | Vasateatern           |
| 1954 | Irene Elliot        | Hustruleken Louis Verneuil                                      | Gösta Cederlund  | Vasateatern           |
| 1955 | Arlette             | Han, Hon och Hin André Roussin                                  | Per Gerhard      | Vasateatern           |
| 1956 | Margaret            | Katt på hett plåttak Tennessee Williams                         | Per Gerhard      | Vasateatern           |
| 1957 | Jean Rice           | Glädjespridaren John Osborne                                    | Per Gerhard      | Vasateatern           |
| 1959 | Barbara Undershaft  | Major Barbara George Bernard Shaw                               | Keve Hjelm       | Göteborgs stadsteater |
| 1959 | Heavenly Finley     | Ungdoms ljuva fågel Tennessee Williams                          | Per Gerhard      | Vasateatern           |
| 1960 | Hélène de Trevillac | Äventyret Gaston Arman de Caillavet och Robert de Flers         | Per Gerhard      | Vasateatern           |
| 1960 | Anne Sullivan       | Miraklet William Gibson                                         | Per Gerhard      | Vasateatern           |
| 1961 | Katarina            | Så tuktas en argbigga William Shakespeare                       | Per Gerhard      | Vasateatern           |
| 1962 | Hannah Jelkes       | Iguanans natt Tennessee Williams                                | Per Gerhard      | Vasateatern           |
| 1963 | Mary McKellaway     | Mary Mary Jean Kerr                                             | Per Gerhard      | Vasateatern           |
| 1964 | Stella              | Mitt bedårande jag Peter Ustinov                                | Gerda Wrede      | Vasateatern           |
| 1964 | Johanna             | Sankta Johanna George Bernard Shaw                              | Per Gerhard      | Vasateatern           |
| 1966 | Stéphane            | Kaktusblomman Pierre Barillet och Jean-Pierre Grédy             | Per Gerhard      | Vasateatern           |
| 1970 | Lisa                | 40 karat Pierre Barillet och Jean-Pierre Grédy                  | Per Gerhard      | Vasateatern           |
| 1972 | Edna Edison         | Fången på Andra avenyn Neil Simon                               | Per Gerhard      | Vasateatern           |
| 1973 | Stéphane            | Kaktusblomman Pierre Barillet och Jean-Pierre Grédy             | Per Gerhard      | Vasateatern           |
| 1976 | Doris               | Samma tid nästa år Bernard Slade                                | Per Gerhard      | Vasateatern           |
| 1976 | Annie               | Familjens Don Juan Alan Ayckbourn                               | Per Gerhard      | Vasateatern           |
| 1978 | Elvira Condomine    | Min fru går igen Noël Coward                                    | Per Gerhard      | Vasateatern           |
| 1979 | Kate                | Sängkammarfars Alan Ayckbourn                                   | Per Gerhard      | Vasateatern           |
| 1980 | Jennie Malone       | Vågar vi älska Neil Simon                                       | Per Gerhard      | Vasateatern           |
| 1985 | Marie-Colette       | Min käre man Pierrette Bruno                                    | Per Gerhard      | Vasateatern           |

## Radioteater

### Roller
| År   | Roll          | Produktion                   | Regi          |
| ---- | ------------- | ---------------------------- | ------------- |
| 1957 | Kajsa Hillman | Grönt för mord Folke Mellvig | Arne Mattsson |